# Cladorhiza methanophila
Cladorhiza methanophila är en svampdjursart som beskrevs av Jean Vacelet och Boury-Esnault 2002. Cladorhiza methanophila ingår i släktet Cladorhiza och familjen Cladorhizidae.
Artens utbredningsområde är havet kring Barbados. Inga underarter finns listade i Catalogue of Life.